# 本妙寺入口停留場
本妙寺入口停留場（ほんみょうじいりぐちていりゅうじょう）は、熊本県熊本市西区花園一丁目、上熊本二丁目にある熊本市交通局（熊本市電）上熊本線の電停。停留所番号はB3。B系統が停車する。2011年（平成23年）3月1日に本妙寺前電停から改称された。
本妙寺（浄池廟・宝物館）は当電停より西へ1.1kmほどの距離にある。

## 歴史
- 1935年（昭和10年）3月24日：本妙寺前駅開業。
- 2011年（平成23年）3月1日：本妙寺入口停留場に改称。
- 2024年（令和6年）1月-3月：新型車両導入に備えたホームの延長、上屋の設置工事を実施[1]。

## 停留場構造
相対式2面2線である。横断歩道を渡ってアクセスする。
| のりば | 路線               | 方向 | 行先                                   | 備考                                   |
| ------ | ------------------ | ---- | -------------------------------------- | -------------------------------------- |
| 西側   | ■B系統（上熊本線） | 上り | 上熊本方面                             |                                        |
| 東側   | ■B系統（上熊本線） | 下り | 辛島町・通町筋・水前寺公園・健軍町方面 | 熊本駅前方面は辛島町で■A系統に乗り換え |

## 利用状況
| 1日乗降人員推移 | 1日乗降人員推移 |
| 年度            | 1日平均人数     |
| --------------- | --------------- |
| 2011年          | 366             |
| 2012年          | 342             |
| 2013年          | 411             |
| 2014年          | 445             |
| 2015年          | 609             |

## 停留場周辺
- 本妙寺（ただし1km以上離れている）
- 本妙寺郵便局
- イエズスの聖心病院
- 肥後銀行上熊本支店
- 熊本信用金庫上熊本支店
- シロヤパリガン本社
- エース上熊本店 （スーパーマーケット）
- マツモトキヨシ上熊本駅通店
- ほっかほっか亭上熊本店
- 熊本県道1号熊本玉名線

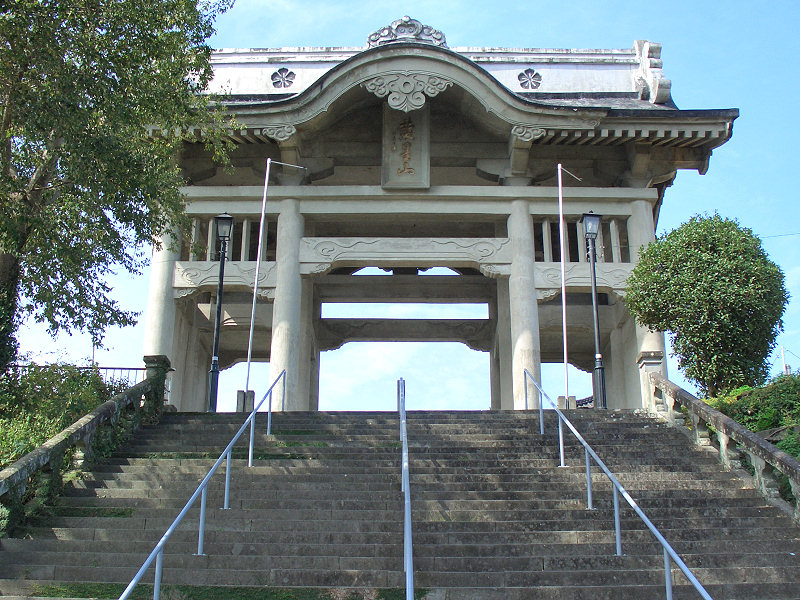
本妙寺 山門

- 熊本県道330号熊本山鹿自転車道線（ゆうかファミリーロード）

## バス路線
- 当停留場から最寄りのバス停留所は本妙寺電停前バス停（2ヶ所）で停留場南にある「電車通り」側と交差する「県道1号」側にある。

| 系統                                           | 運行業者                         | 行先                                                                                  | 備考                             |
| 本妙寺電停前バス停（電車通り側）               | 本妙寺電停前バス停（電車通り側） | 本妙寺電停前バス停（電車通り側）                                                      | 本妙寺電停前バス停（電車通り側） |
| 段山町、新町、熊本駅方面                       | 段山町、新町、熊本駅方面         | 段山町、新町、熊本駅方面                                                              | 段山町、新町、熊本駅方面         |
| ---------------------------------------------- | -------------------------------- | ------------------------------------------------------------------------------------- | -------------------------------- |
| O2-0                                           | 都市バス                         | 第一環状線<内回り>（熊本駅前・大学病院前・熊本整形外科病院前方面）                    | 一部「熊本駅」止め便あり。       |
| U1-1                                           | 都市バス                         | 桜町BT（段山（市立博物館入口）・国立病院前経由）                                      | 平日日中2便のみ。                |
| U2-1・U2-2・U3-1                               | 産交バス                         | 桜町BT（新町経由）                                                                    |                                  |
| 上熊本駅方面、金峰山（峠の茶屋）、河内温泉方面 |                                  |                                                                                       |                                  |
| O2-0                                           | 都市バス                         | 第一環状線<外回り>（上熊本駅前・京町本丁・浄行寺町・子飼橋方面）                      |                                  |
| U1-1                                           | 都市バス                         | 上熊本営業所（上熊本駅前経由）                                                        | 平日日中2便のみ                  |
| U2-1                                           | 産交バス                         | 植木駐車場（上熊本駅・和泉・万楽寺・菱形小学校入口・植木・北区役所前経由）            |                                  |
| U2-2                                           | 産交バス                         | 万楽寺（上熊本駅・西里駅前経由）                                                      |                                  |
| U3-1                                           | 産交バス                         | 河内温泉（花園<県道1号沿い・本妙寺最寄り>・峠の茶屋・岩戸観音入口・河内中学校前経由） |                                  |
| 本妙寺電停前バス停（県道1号側）                |                                  |                                                                                       |                                  |
| 壺井橋、市役所前方面                           |                                  |                                                                                       |                                  |
| B1-2                                           | 都市バス                         | 桜町BT（市役所前前経由）                                                              |                                  |
| 本妙寺前、花園校前方面                         |                                  |                                                                                       |                                  |
| B1-2                                           | 都市バス                         | 柿原公民館前（花園<市道沿い>）                                                        |                                  |

## 隣の停留場
熊本市交通局
■B系統（上熊本線）
県立体育館前電停 (B2) - 本妙寺入口電停 (B3) - 杉塘電停 (B4)